# Codex Bezae
Le Codex Bezae Cantabrigensis, ou Codex de Bèze, aussi connu sous le sigle D 05, est, avec les quatre grands onciaux — les codex Alexandrinus (A 02, Ve siècle), Vaticanus (B 03, IVe siècle), Ephraemi rescriptus (C 04, Ve siècle) et Sinaïticus (א 01, IVe siècle) —, un témoin scripturaire essentiel du Nouveau Testament grec.
C'est un manuscrit bilingue, grec et latin, écrit en onciales sur vélin, contenant les évangiles dans un ordre  propre  et qu'il partage avec le Codex Washingtonianus ou Codex de Freer : après Matthieu, vient Jean, puis Luc (le seul qui soit complet) et Marc ; après une lacune de 67 ff., le manuscrit reprend avec la Troisième épître de Jean et en fin, les Actes des Apôtres jusqu'au chapitre 22. Il comporte 406 folio (l'original en avait peut-être 534). Chacune des marques des neuf correcteurs qui travaillèrent sur ce manuscrit entre le VIe et le XIIe siècle, a été repérée et cataloguée par F. H. A. Scrivener qui en édita le texte (en cursives) en 1864.

## Datation et histoire

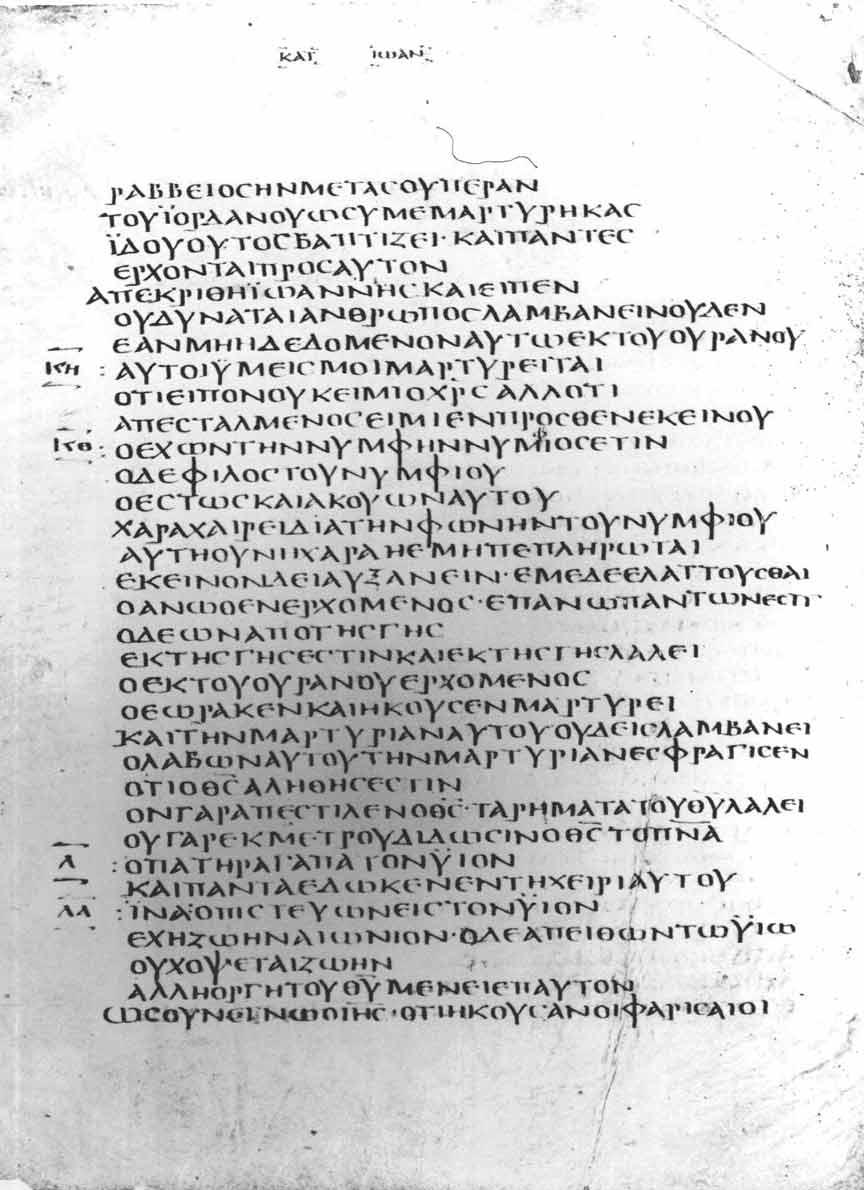
Jean 3,26-4,1 (Grec)

Ses onciales, une majuscule qui eut cours du IIIe au VIIe siècle, ont pu être datées des années 380 à 420 au plus tard. Il aurait été rédigé soit à Lyon, pendant longtemps son lieu de conservation, soit à Arvernis, l'actuelle Clermont-Ferrand, en Auvergne.
Sa présence est attestée à Lyon (Rhône) de manière documentée du IXe  au XVIe siècle[réf. nécessaire]. Il fut restauré dans l'atelier de Florus à Lyon au IXe siècle comme le révèle l'usage d'une encre particulière, employée pour les pages restaurées. Il a été gardé précieusement pendant des siècles dans le monastère Saint-Irénée de Lyon. En 1562, il aurait disparu lors du sac de la ville si Théodore de Bèze, qui allait devenir le successeur de Calvin à Genève, n'avait assuré sa sauvegarde. Il le fit retirer du couvent Saint-Irénée avant que celui-ci ne soit détruit par les flammes et l'adressa à la bibliothèque de l'université de Cambridge en 1581, où il est conservé depuis lors sous l'intitulé Codex Bezae Cantabrigiensis.
F. H. A. Scrivener lui assignait le Sud de la Gaule pour région d'origine en considération de la langue latine de la traduction. D'autres provenances ont été envisagées : l'Italie du Nord, la Sicile, Beyrouth ou Constantinople, mais des comparaisons proposées aucun argument décisif n'a émergé.
Les leçons qui lui sont propres ont souvent fait l'objet de notes dans l'apparat critique du texte standard Nestle-Aland réédité tout au long du XXe siècle.
Ce manuscrit est la copie fidèle d'un texte plus ancien que citait déjà Justin de Naplouse (qui fut martyrisé vers 165 à Rome), et Irénée de Lyon dans son traité Contre les hérésies. C'est vraisemblablement le texte le plus ancien des évangiles qui nous soit parvenu. 
Irénée vint évangéliser en Gaule. Il était arrivé à Lyon dans les années 170, venant de Smyrne, où il avait été disciple de Polycarpe de Smyrne qui avait connu dans sa jeunesse Jean l'Ancien. Aussi Scrivener pensait qu'Irénée avait amené en Gaule « l'ancêtre » du Codex de Bèze, qui fut recopié sur parchemin au début du Ve siècle, pour assurer sa pérennité.

## Le texte grec

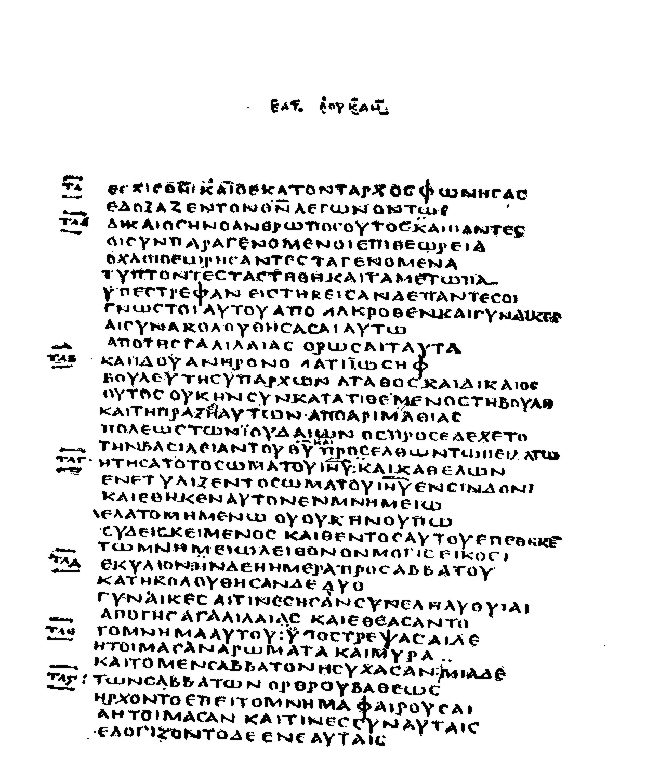
Texte grec du Codex Bezae

- Le texte grec de Matthieu et de Jean (les derniers, apparemment, à avoir été écrits), ne présente pas de grandes différences par rapport au texte standard. La péricope de la Femme adultère se trouve insérée en Jean au début du chapitre 8. Jean 5:4 est omis, Matthieu 16:2 sq. est présent etc.
- Par rapport à l'épisode de la Femme adultère (Jn 7,53-8,11), les paroles et les récits se trouvent dans une proportion remarquable : les récits, dans la proportion du simple au double, et les paroles de Jésus, dans la proportion d'égalité. Cette double proportion utilise une spéculation de la philosophie grecque, pour signifier que ces quatre livres ainsi réunis sont Écriture sacrée, lien entre Dieu et le monde terrestre. On repère ainsi que le Codex de Bèze véhicule le texte d'une édition savante des évangiles, qu'il faut situer entre Ignace d'Antioche et Justin, soit vers 120-130, probablement à Smyrne, sous l'autorité de Polycarpe.
- L'intérêt du Codex de Bèze réside aussi dans les différences offertes par les deux livres de Luc – évangile et Actes –, dont la perspective juive suit des principes d'exégèse traditionnelle. De fait, son œuvre y trouve une cohérence et une cohésion remarquables qui ne peuvent être attribuées à une révision tardive ou à la fantaisie d'un scribe. Leur auteur écrivait pour des auditeurs/ lecteurs à qui le monde biblique, hébraïque de Judée et de Galilée était familier.
- Nombreuses, enfin, sont les différences offertes par l'Évangile selon Marc dont l'état « archaïque » fut heureusement remanié dans les autres manuscrits, les scribes ayant bénéficié des amendements déjà faits par l'évangéliste Matthieu dans les épisodes repris de Marc.
- Après les évangiles, le manuscrit présente une lacune de 66 ff. qui correspond à la longueur d'une collection d'épîtres représentant une forme archaïque des épîtres catholiques : la collection devait comprendre : Jacques - 1-2 Pierre - Hébreux - 1-3 Jean ; il en reste la fin de 3 Jean en latin. Vient ensuite le livre des Actes, lacuneux à partir du chap. 22 ; en fin de livre, on devait encore avoir l'Apocalypse. L'ensemble de cette collection de livres est complémentaire du corpus paulinien du Codex Claromontanus (D.06), qui ne comprend pas Hébreux et formait probablement le deuxième volume d'une édition qui réunissait au total 26 des 27 écrits du NT (il manque Jude) et que l'on doit encore situer à Smyrne, sous Polycarpe, vers 160.

Manuscrit contient lecture en Luc 6.5 : 
« Le même jour, voyant un homme qui travaillait pendant le sabbat, il lui dit: Homme, si tu sais ce que tu fais, tu es béni; sinon, tu es maudit, tu transgresses la loi. »
Le livre des Actes est appuyé notamment par le Papyrus 38 (vers 300). Sinon, les leçons propres du codex Bezae sont partagées par les vieilles versions latines (antérieures à la Vulgate), par les versions syriaques et arméniennes et plus encore par un manuscrit copte qui conserve le texte d'Actes 1-15.

## Quelques variantes
On ne peut présenter un catalogue complet des variantes du Codex de Bèze par rapport aux autres manuscrits, tant elles sont nombreuses, mais en voici quelques-unes.

### Évangile selon Matthieu
- Mt 1,16 : le grec est lacuneux ; le latin a une rédaction originale, avec le verbe enfanta (peperit) au lieu de engendra (genuit), dans d'autres manuscrits. La rédaction courante a le passif de engendrer qui signifie simplement être né.
- Mt 6,13 : la doxologie qui termine le Notre Père est absente, comme dans le texte alexandrin.
- Mt 16,2-3 : ces deux v. sont présents, alors qu'ils manquent dans d'autres manuscrits.
- Mt 20,16 : la parabole des ouvriers se termine par deux proverbes, le second manquant dans le texte alexandrin.
- Après Mt 20,28 : une parabole supplémentaire figure, celle des places à table (voir Lc 14,8-10, avec un vocabulaire différent), alors qu'elle manque dans la plupart des manuscrits.
- Mt 21,29-31 : la parabole des deux fils a une forme particulière qui suppose une lecture savante, à l'origine des deux formes plus simples attestées par le Sinaïticus (forme A) et le Vaticanus (forme B).
- Mt 25,1 : après le fiancé, la fiancée est mentionnée, avec d'autres manuscrits ; mais au v. 10, seul le fiancé arrive : la parabole fait ainsi allusion à un thème de sagesse, la réunion du masculin et du féminin, qui est absent du texte de la plupart des manuscrits.
- Mt 27,46 : dans la parole de Jésus en croix "Pourquoi m'as-tu abandonné ?", le verbe hébreu employé azaftani est celui du Ps 22, alors que la plupart des manuscrits ont le verbe araméen sabaktani.

### Évangile selon Jean
- Jn 5,4 : ce v. (qui explique comment se produit le miracle de la piscine) manque dans D comme dans le texte alexandrin.
- Jn 6,11 : Jésus donne le pain aux disciples et les disciples à la foule ; dans le texte alexandrin, il donne le pain directement à la foule.
- Jn 7,53-8,11 : l'épisode de la Femme adultère est présent : il marque le centre d'une double proportion qui s'applique aux quatre évangiles et leur confère le statut d'Écriture sacrée. Dans ces conditions, la disposition des évangiles dans l'ordre Mt - Jn - Lc - Mc correspond à une édition où les évangiles atteignent leur rédaction finale, avec la Femme adultère en position centrale.
- Jn 21,15.16.17 : Jésus interpelle trois fois Pierre en l'appelant "Simon fils de Jean", avec le texte alexandrin, alors que dans le texte byzantin, il l'appelle "Simon fils de Jonas", ce qui rappelle le "Simon Bariona" de Mt 16,17.

### Évangile selon Luc
- Lc 3,22 : la phrase venant du ciel pour investir Jésus est une citation de Ps 2,7, alors que la plupart des manuscrits ont ici la phrase parallèle de Mt et Mc. De nombreux Pères associent Ps 2,7 au baptême, ce qui montre la diffusion qu'a connue le texte de Lc D.
- Lc 3,23-31 : le début de la généalogie (remontante) de Lc est unique dans D, elle rejoint celle de Mt, avec des différences qui montrent qu'elle a une rédaction indépendante.
- Lc 5 : le chap. a dans son ensemble une rédaction différente de la plupart des manuscrits, une partie des variantes se trouvant dans un petit nombre d'entre eux. Cette rédaction originale est littérairement plus forte et se prête à l'exploration d'un deuxième sens des quatre scènes qui la composent : appel des pêcheurs - guérison du lépreux - guérison du paralytique - appel du péager.
- Lc 6,1 : avec le texte byzantin, D précise que le sabbat où a lieu la scène est le "deuxième premier", c'est-à-dire le sabbat de la semaine des pains sans levain (qui suit immédiatement la Pâque), sabbat qui est le premier ou le second de l'année, selon que la Pâque tombe ou non un jour de sabbat.
- Lc 6,5 : une phrase propre à D remplace le v. habituellement lu, qui est reporté après le v. 10. Dans cette phrase, Jésus semble condamner quelqu'un au nom de la loi, mais à la lumière des deux épisodes qui l'encadrent (les épis arrachés - l'homme à la main sèche), on comprend que Jésus demande la reconnaissance du messie au-dessus de la loi et non la disparition de la loi.
- Lc 11,2-4 : le Notre Père de Lc D a une forme longue qui est différente de celle du texte byzantin, s'oppose à la forme courte alexandrine et se rapproche du texte de Mt sans se confondre avec lui : à partir de la forme de D et de la révision marcionite de Lc réalisée vers 140, on peut expliquer les autres formes.
- Lc 11,30-32 : la parole sur le signe de Jonas a un v. de plus, après le v. 30, et un v. de moins, le v. 32, dans D : les 2 v. en question existent dans le parallèle de Mt (12,40-42), et l'ordre différent suggère que le v. 32 de Lc a été ajouté à une première rédaction qui ne l'avait pas.
- Lc 22,17-20 : le dernier repas de Jésus dans Lc présente dans D une rédaction courte, sans les v. 19b-20, contre la plupart des manuscrits qui ont un texte complet. Dans sa révision, Marcion supprime le repas juif (v. 15-18) et a le pain et le vin (v. 19-20) comme ils se présentent dans 1 Co 11,24-25 : Marcion pourrait avoir substitué le repas de Paul à celui précédemment rédigé dans Lc, puis le repas juif a été rétabli sans que l'on supprime celui introduit par Marcion.
- Lc 22,43-44 : dans l'épisode de Gethsémani, Lc D a en plus ces deux v. sur la lutte de Jésus contre l'angoisse à l'approche de sa mort ; ils sont absents du texte alexandrin, mais présents également dans le texte byzantin.
- Lc 23,34 : la parole en croix de Jésus "Père, pardonne-leur, car ils ne savent ce qu'ils font" est absente de D et de plusieurs autres manuscrits, elle est ajoutée de seconde main dans le Codex de Bèze et intégrée dans le texte byzantin. Manifestement ajoutée à la rédaction finale de Lc, elle a pour origine une parole prononcée par Jacques, au moment de sa mort (Eusèbe, Hist. eccl., 2, 23,16).
- Lc 24 : comme le chap. 5, Lc 24 D présente une autre rédaction que celle de la plupart des manuscrits. Cette rédaction originale divise la leçon sur la résurrection en trois révélations, celle aux femmes que Jésus est vivant, celle aux deux disciples (qui portent des noms de la famille de Jésus) que Jésus est personnellement ressuscité et celle aux Onze que Jésus est corporellement ressuscité, le "corps" s'expliquant alors par un renvoi à 1 Co 15.

### Évangile selon Marc
- Mc 1,41 : Jésus n'est pas ému par le lépreux, mais en colère contre lui ; cette colère ne cadre pas avec Jésus et nous entraîne vers un deuxième sens de l'épisode, où le lépreux représente ceux qui tâchent de tirer avantage de la venue de Jésus.
- Mc 2,14 : le disciple péager s'appelle Jacques d'Alphée, avec d'autres manuscrits, contre la plupart où il s'appelle Lévi, comme dans Lc.
- Mc 3,7-8 : les sept régions dont provient la foule ont une rédaction particulière qui suggère que le nouveau centre religieux n'est pas à Jérusalem, mais de l'autre côté du Jourdain, autrement dit, situé sur le chemin de Damas, par allusion à la conversion de Paul. Ce deuxième sens suggéré est absent des autres manuscrits.
- Mc 5,1 : Le pays des Géraséniens, qu'atteste D et quelques manuscrits du texte alexandrin (Vaticanus, première main du Sinaïticus), fait difficulté, car Gérasa se trouve sur le chemin de Damas depuis Jérusalem, à plusieurs dizaines de km de la mer de Galilée. L'épisode est en somme une image de la conversion de Paul. Mais cette image est insolite dans le ministère de Jésus : les autres manuscrits remplacent les Géraséniens par les habitants de lieux plus proches de la mer : Gadaréniens ou Gergéséniens, de consonance voisine. Lc 8,26 a aussi Géraséniens et ses variantes, mais Mt 8,28 a déjà Gadaréniens ou Gergéséniens.
- Mc 8,10 : Jésus emmène ses disciples à Melegada (D*) corrigé et traduit par Mageda dans le manuscrit. Mais le texte alexandrin et le texte byzantin ont Dalmanoutha, qui n'est pas un nom de lieu, mais un code venant d'une source de Mc et remplacé dans D* par un autre code, lui-même corrigé par un toponyme  (Mageda = Meguiddo). Le sens des codes ne s'est pas transmis, mais il semble qu'ils soient liés à la clôture du canon de l'Écriture. Plusieurs autres mots apparaissent : Dalmounai (W), ou Magdala... Puis Dalmanoutha est rétabli et il est désormais lu comme s'il était un toponyme.
- Mc 16,9-20 : comme la Femme adultère, la Finale longue de Mc était présente dans D (il en reste les v. 9-15 en grec), mais absente du texte alexandrin. Elle occupe dans D la place d'un épilogue commun aux quatre évangiles, ce qui explique qu'on y trouve des reprises du récit de la résurrection dans les trois autres évangiles. Elle est donc indépendante de Mc, mais en même temps, elle dispense Mc, par sa présence, de faire un récit des visions du ressuscité et sert ainsi en même temps de fin de l'évangile.

### Actes des apôtres
- Ac 2,1 : On ajoute « και εγενετο εν ταις ημεραις εκειναις » pour entamer le verset, et « οντων αυτων παντων » pour remplacer « ομου » (ομου : retrouvé dans les codexes les plus anciens, donc Vaticanus, Sinaiticus, Alexandrinus et Ephraemi Rescriptus; ou bien ομοθυμαδον, variante qui n’apparaitera qu’à partir du Ve siècle).
- Ac 2,18 : Le texte omet « χαὶ προφητεύσουσιν », surement pour être en harmonie avec la version de la LXX.  Le segment « ἐν ταῖς ἡμέραις ἐκείναις  » est aussi omis.
- Ac 8,37 : cette première confession de foi de l’Église se trouve dans quelques manuscrits grecs et dans le ms. copte très proche par ailleurs du Codex de Bèze ; mais ce dernier est ici lacuneux ; elle manque, en revanche, dans le texte alexandrin et le texte byzantin.
- Ac 15,20 : la forme orale du message pastoral, rédigé ensuite par Jacques (v. 29) et présenté comme la conclusion de la conférence tenue à Jérusalem en 49, a dans D une rédaction particulière attestée par Irénée (Adv. haer., 3, 12,14), associant les trois interdits de la loi noachique (Gn 9,1-17 : idolâtrie, adultère, meurtre) et la règle d'or ; tandis que la plupart des manuscrits ont en plus l'interdit des "viandes étouffées", mais pas la règle d'or : le message devient alors une règle alimentaire, à laquelle s'ajoute l'interdit de l'adultère, comme le rappel du lien entre loi rituelle et loi morale.
- Ac 18,25 : Un juif Alexandrin du nom d'Apollos (Apollonios, dans D) a reçu dans sa patrie un enseignement biblique (donc la Septante) et une catéchèse appelée "la parole du Seigneur", dans D, et "la voie du Seigneur", dans la plupart des manuscrits. Nous sommes au moment où Paul commence son voyage au cours duquel il écrira ses principales épîtres, avant d'être arrêté à Jérusalem, au printemps 58. Selon ce témoignage, un enseignement sur Jésus existe à Alexandrie avant 55 et se distingue de l'enseignement des apôtres : il ne peut s'agir que de celui des Hellénistes, qui semblent se fonder sur une collection de paroles de Jésus.

## Le texte latin

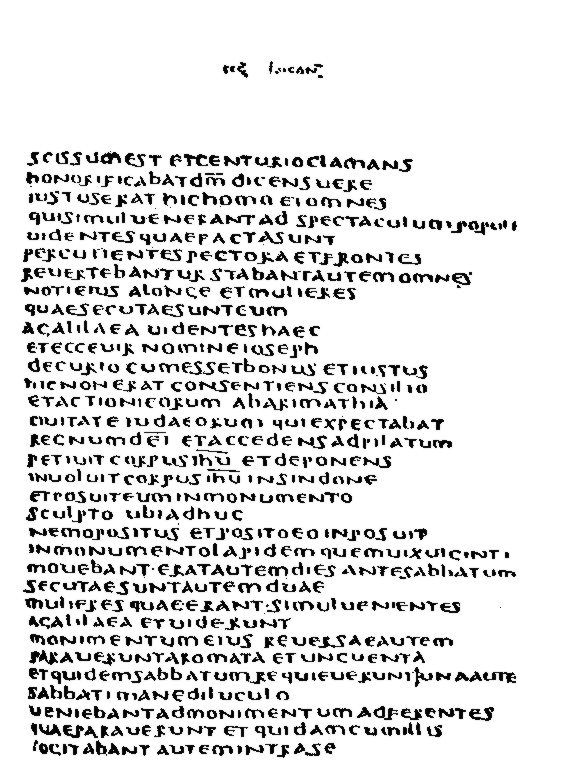
Texte latin du Codex Bezae

Le texte latin, sur la page de droite, est la traduction ligne à ligne de son correspondant grec, sur la page de gauche. Néanmoins, en de très nombreux endroits, il ne suit pas le texte grec, le traducteur lui ayant gardé un modèle vieux-latin qui devait lui être familier.

## Importance du texte
L'importance du Codex Bezae est significative ; en juin 1994, un colloque s’est tenu à Lunel (Hérault) qui s’y est entièrement consacré. On y a longuement discuté des questions qu'il pose pour comprendre les textes du Nouveau Testament et l’usage qu'on en faisait dans le christianisme primitif.
Qu'il n'ait jamais fait l'objet d'une traduction d'ensemble, manifeste la marginalité dans laquelle le tient encore la critique textuelle. Seules existent des traductions partielles : les Actes des Apôtres en français (2007) et en anglais (1923), l'évangile de Matthieu en français (1996), l'évangile de Luc en français (1998), de Marc, en français et en anglais (2004) ; un travail de fond sur les Actes en anglais et castillan.
Dans le verset "Logion Agraphon" ("Parole d'enseignement non écrite") (Luc 5, 5), il est le seul manuscrit à évoquer la teneur ésotérique de l'enseignement de Jésus-Christ sur la Loi.

## Nouvelles recherches
Le codex Bezae est remarquablement absent de la majorité des sites internet offrant un apparat critique du texte grec du Nouveau Testament. L'édition courante du Nouveau Testament, par Nestlé et Aland (28e édition en préparation) le cite incomplètement, et parfois avec quelques erreurs.
Toutefois, depuis quelques années, le texte de ce codex connaît un regain d'intérêt, grâce à quelques chercheurs qui en étudient et en publient le texte, parmi lesquels :
- Marie-Émile Boismard : le texte des Actes des Apôtres (tradition occidentale) ;
- Edouard Delebecque : le texte des Actes ;
- Christian-Bernard Amphoux : le texte des évangiles ;
- Jenny Read Heimerdinger et Josep Rius Camps : le texte des Actes et de Luc ;
- Antonio Ammassari : édition des textes grec et latin, traduction en italien ;
- Roch de Coligny : évangile de Jean (nouvelle édition du texte grec, traduction, analyse).

Voici un schéma historique hypothétique qui pourrait expliquer l'existence et la faible autorité de ce texte particulier, mais qui demande encore d'être discuté et amélioré :
- Jusque vers l'an 100, un important matériau évangélique a été rédigé, mais aucun des quatre évangiles n'existe encore, on en est au stade de leurs sources ;
- vers l'an 100, une première compilation de ces sources aboutit à la rédaction peut-être en araméen d'un livre, l'Évangile selon les Hébreux, qui représente la tradition évangélique d'Antioche ;
- vers 110, Ignace d'Antioche, en route vers Rome, découvre à Éphèse d'autres écrits et a l'idée de réunir les deux traditions d'Antioche et d'Éphèse : il exprime à mots couverts ce projet dans sa lettre aux Éphésiens ;
- vers 120, son continuateur désigné, Polycarpe, jeune évêque de Smyrne, réalise une édition avec un évangile en quatre livres et une collection de lettres de Paul : cette édition est connue des écoles romaines qui se constituent à Rome après 135 et durent une génération ;
- vers 160, le vieux Polycarpe réalise une deuxième édition conservant l'évangile en quatre livres et l'amplifiant d'autres écrits dont les Actes de apôtres : le modèle grec du Codex de Bèze est alors constitué ; et dans un deuxième volume, l'éditeur amplifie les épîtres de Paul des Pastorales, ce qui donne le modèle grec du Codex Claromontanus et de quelques autres ;
- après 170, Irénée emporte cette édition en Gaule (Lyon) et déclare que les lettres de Paul ont une autorité égale à celle des évangiles ;
- vers 180, deux témoignages attestent qu'une révision des évangiles a eu lieu : le Canon de Muratori atteste leur ordre modifié et Origène cite Celse critiquant les chrétiens pour avoir révisé leur évangile ; le responsable de la nouvelle édition est Pantène, le prédécesseur de Clément d'Alexandrie ;
- après 180, une révision du corpus paulinien a lieu également à Alexandrie : elle sert de modèle au papyrus P46 et est encore inconnue du Canon de Muratori, qui cite ces épîtres selon l'édition précédente ;
- au IIIe siècle et au IVe siècle, les révisions prennent le dessus sur la vieille édition de Polycarpe, qui laisse des traces dans les premières versions (latine, syriaque, copte), à la périphérie du monde grec ;
- vers 400, le premier volume de l'édition de vers 160 est recopié, accompagné d'une version latine nouvelle : c'est le Codex de Bèze ; un peu plus tard, le deuxième volume est à son tour recopié, avec une version latine nouvelle : ce sera le Codex Claromontanus ;
- au IXe siècle, le Codex de Bèze est complété de quelques feuillets à Lyon ; et de nouvelles copies ont lieu (sur d'autres exemplaires) du corpus paulinien ;
- au XVIe siècle, le Codex de Bèze et le Claromontanus se trouvent réunis à Genève, dans la bibliothèque dont Théodore de Bèze est le responsable ; puis leur destin les sépare : le Codex de Bèze est envoyé à Cambridge et le Claromontanus part pour Paris ;
- au XVIIe siècle, Richard Simon comprend la complémentarité des deux corpus contenus par ces manuscrits, mais il n'a accès qu'au Claromontanus et connaît indirectement le texte du Codex de Bèze ;
- au XVIIIe siècle, les accords entre la version latine d'avant Jérôme et le texte de ces manuscrits les fait considérer comme les modèles du texte occidental, jugé moins fiable que le texte oriental, soit d'Égypte, soit de Syrie.

## Da Vinci Codeet le Codex Bezae
Le Codex Bezae se retrouve au cœur de l'intrigue du trésor de Rennes-le-Château et de la supercherie du Prieuré de Sion élaborée par Pierre Plantard et Philippe de Chérisey, elle-même à la base du roman Da Vinci Code de Dan Brown, par l'interprétation ésotérique de quatre de ses versets latins (Luc 6:1-4)  fondée sur une copie (dite le "petit parchemin") de l'un de ses folios reproduite dans l'ouvrage de P. Plantard et Gérard de Sède paru en 1967. La planche reproduisant le folio du manuscrit original (f° 186) correspondant à ces versets avait été publiée en 1895 dans le dictionnaire de Fulcran Vigouroux (t. 1); c'est sur cette reproduction que s'est basé le faussaire, Philippe de Chérisey, pour confectionner son propre "petit parchemin" (prétendument de l'abbé Saunière) afin de glisser dans sa copie un code secret entre les mots. Connaissant le latin mais non la paléographie latine, il a néanmoins interprété à tort certains jambages de lettres et lu, par exemple, ILLIRIS au lieu de ILLIUS, etc.